# Melvin Twellaar
Melvin Twellaar (* 23. Dezember 1996 in Den Horn, Zuidhorn) ist ein niederländischer Ruderer.

## Karriere
Twellar gewann die Silbermedaille im Achter bei den Junioren-Weltmeisterschaften 2014 in Hamburg. Bei den U23-Weltmeisterschaften 2017 belegte er zusammen mit Luuk Adema den vierten Platz im Doppelzweier. Ein Jahr später starteten die beiden beim dritten Ruder-Weltcup der Saison in Luzern als zweites niederländisches Boot. Sie belegten den zweiten Platz im B-Finale und schlossen so den Wettbewerb auf dem achten Platz ab. Im Juli gewannen die beiden die Silbermedaille in dieser Bootsklasse bei den U23-Weltmeisterschaften 2018.
2019 startete er beim Weltcup im heimischen Rotterdam zusammen mit dem Einerfahrer Stef Broenink im Doppelzweier. Die beiden konnten sich für das A-Finale qualifizieren, in dem sie am Ende den vierten Platz belegten. Im folgenden Jahr 2020 gewannen die beiden den Titel im Doppelzweier bei den Europameisterschaften in Posen. Auch ins Olympiajahr 2021 startete er gemeinsam mit Stef Broenink im Doppelzweier. Bei der Europameisterschaft mussten die beiden sich dieses Mal den Franzosen geschlagen geben, konnten sich aber im Fotofinish gegen Großbritannien durchsetzen und die Silbermedaille gewinnen. Bei den Olympischen Spielen in Tokio gewannen erneut die Franzosen vor den Niederländern, im Ziel betrug der Rückstand 0,2 Sekunden.
2022 stieg Twellaar in den Einer um. Bei der ersten Weltcup-Regatta belegte er den zweiten Platz hinter dem Deutschen Oliver Zeidler, die zweite Weltcup-Regatta gewann er. Bei den Europameisterschaften in München siegte Twellaar vor dem Olympiasieger Stefanos Douskos aus Griechenland. Einen Monat später bei den Weltmeisterschaften in Račice u Štětí gewann Zeidler vor Twellaar. 2023 traten Broenink und Twellaaar wieder im Doppelzweier an. Sie wurden Dritte bei den Europameisterschaften in Bled und gewannen bei den Weltmeisterschaften in Belgrad. 2024 siegten Broenink und Twellaar in beiden Weltcup-Regatten, in denen sie antraten. Bei den Olympischen Spielen in Paris siegten die Niederländer im Vorlauf und im Halbfinale. Im Doppelzweier-Finale siegte der rumänische Doppelzweier mit fast anderthalb Sekunden Vorsprung vor Melvin Twellaar und Stef Broenink.

## Internationale Erfolge
- 2014: Silbermedaille Junioren-Weltmeisterschaften im Achter
- 2017: 4. Platz U23-Weltmeisterschaften im Doppelzweier
- 2018: Silbermedaille U23-Weltmeisterschaften im Doppelzweier
- 2020: Goldmedaille Europameisterschaften im Doppelzweier
- 2021: Silbermedaille Europameisterschaften im Doppelzweier
- 2021: Silbermedaille Olympische Spiele 2020 im Doppelzweier
- 2022: Goldmedaille Europameisterschaften im Einer
- 2022: Silbermedaille Weltmeisterschaften im Einer
- 2023: Bronzemedaille Europameisterschaften im Doppelzweier
- 2023: Goldmedaille Weltmeisterschaften im Doppelzweier
- 2024: Silbermedaille Olympische Spiele im Doppelzweier